# 佐藤春郎
佐藤 春郎（さとう はるお、1920年5月18日 - 2002年7月18日）は、がんの基礎研究者。専門は、病理学、実験腫瘍学。東北大学名誉教授。勲三等旭日中綬章。

## 経歴
東京都生まれ。旧制仙台二中、旧制二高卒業後、1945年（昭和20年）、東北帝国大学医学部卒。同大学院特別研究生となり、吉田富三教授の指導を受ける。1950年（昭和25年）、同医学部助教授。1951年10月、東北大学医学博士、論文の題は「On the chromosomes of Yoshida sarcoma : studies with tumor cells proliferated in the peritoneal cavity of the rat trausplated with a single cell」。米国に留学し、アメリカ国立がん研究所研究員として4年間、主としてがん化学療法の基礎的研究に従事。帰国後、1956年（昭和31年）、福島県立医科大学病理学教室教授に就任。
1960年（昭和35年）、東北大学抗酸菌病研究所に新設された肺癌部門教授に就任。1970年高松宮妃癌研究基金学術賞受賞。1978年（昭和53年）4月2日から1984年（昭和59年）4月1日まで同研究所長併任。定年退職後は、福島労災病院長などを務めた。吉田肉腫・腹水肝癌を用い発がん・増殖・転移・腫瘍血流の分野で多くの研究を行い、がん昇圧化学療法を提唱した。
1974年（昭和49年）、仙台で第33回日本癌学会を主催。平成7年(1995)、第4回吉田富三賞を受賞。日本癌学会・日本癌治療学会・日本肺癌学会・日本病理学会・日本がん転移学会などの名誉会員。山岳登山を趣味とし、東北大学医学部艮陵山の会会長を務め、特にインド・シッキムヒマラヤ山系のシニオルチュー登攀（1995年4月2日 - 6月7日）では、総隊長の任に当たった。平成14年逝去、享年82。

## 著書
- 『がん細胞の営み』朝日選書 (1987)
- 『がんを防ぐ知恵―予防と再発防止の新常識』講談社健康バイブル (1990)

### 共著
- 『がん細胞』井坂英彦・黒木登志夫共著、中外医学社 (1982)
- 『流動する癌細胞 吉田富三伝』永田孝一共監修、講談社 (1992)

翻訳
- R.W.ボールドウィン編『癌の転移と免疫』監訳 講談社 1979

## 関連文献
- 「東北大学シッキムヒマラヤ学術登山報告書」東北大学医学部艮陵山の会 (1996)
- 「艮陵同窓会百二十年史」東北大学医学部艮陵同窓会 (1998)
- 「佐藤春郎先生を偲ぶ」吉田富三記念館だより (2006.6)
- 「がんの治療を阻む生体のしくみ」堀勝義[2]、東北大学出版会 (2019)